# Alcorcillo
Alcorcillo es una localidad española perteneciente al municipio de Alcañices (provincia de Zamora, comunidad autónoma de Castilla y León). Alcorcillo es un pequeño pueblo de la comarca de Aliste. Se encuentra situado en un valle a una altitud media de 835 m s. n. m., rodeado de una gran cantidad de árboles y vegetación, así como numerosas fuentes.

## Situación
Está situado a 2 km de la N-122. Dista 62 km de Zamora, 83 km de Puebla de Sanabria y 102 km de Benavente.

## Historia
Durante la Edad Media Alcorcillo quedó integrado en el Reino de León, cuyos monarcas habrían acometido la repoblación de la localidad dentro del proceso repoblador llevado a cabo en Aliste. Tras la independencia de Portugal del reino leonés, en 1143, la localidad habría sufrido por su situación geográfica los conflictos entre los reinos leonés y portugués por el control de la frontera, quedando estabilizada la situación en Aliste a inicios del siglo XIII, hecho reforzado por la firma del Tratado de Alcañices en 1297.
Posteriormente, en la Edad Moderna, Alcorcillo estuvo integrado en el partido de Alcañices de la provincia de Zamora, tal y como reflejaba en 1773 Tomás López en Mapa de la Provincia de Zamora. Así, al reestructurarse las provincias y crearse las actuales en 1833, la localidad se mantuvo en la provincia zamorana, dentro de la Región Leonesa, integrándose en 1834 en el partido judicial de Alcañices, dependencia que se prolongó hasta 1983, cuando fue suprimido el mismo e integrado en el Partido Judicial de Zamora.
En torno a 1850, el antiguo municipio de Alcorcillo se integró en el de Rábano de Aliste, segregándose de éste en 1965 para integrarse en el de Alcañices.

## Evolución demográfica
| 2000 | 2001 | 2002 | 2003 | 2004 | 2005 | 2006 | 2007 | 2008 | 2009 | 2010 | 2011 | 2012 | 2013 | 2014 | 2015 | 2016 | 2017 | 2018 | 2019 | 2020 | 2021 |
| 118  | 113  | 107  | 103  | 99   | 100  | 98   | 93   | 94   | 88   | 91   | 91   | 92   | 93   | 95   | 97   | 98   | 98   | 98   | 101  | 98   | 94   |

## Naturaleza
Cuenta con un área recreativa situada a 1 km del pueblo y 2,5 km  de Alcañices, en la zona conocida como «La Ribera», en la que hay disponible una zona destinada a merendero y una fuente de agua potable.
También a 1,5 km, siguiendo la carretera conocida como del «Ribote» en dirección a Santa Ana, se encuentra un refugio forestal situado en la cima llamada «Portilla Blanca» (905 m s. n. m.), desde el que se pueden ver panorámicas de toda la zona de Aliste incluida la sierra de la Culebra. En días despejados también se pueden ver las montañas de Sanabria y buena parte del territorio portugués tanto en dirección a Braganza como Vimioso.
Cuenta con unos kilómetros del llamado «Camino Alistano de Santiago», transitando unos cientos de metros por la carretera de acceso desde Alcañices y siguiendo posteriormente por un camino paralelo a la carretera N-122 dirección Portugal subiendo Portilla Blanca.

## Fiestas
La patrona de Alcorcillo es Santa Colomba, siendo celebrada su fectividad el 31 de diciembre, aunque las fiestas patronales pueden disfrutarse, dependiendo de los años, entre el 29 de diciembre y el 2 de enero aproximadamente.